# Итатиаюсу
Итатиаюсу (порт. Itatiaiuçu) — муниципалитет в Бразилии, входит в штат Минас-Жерайс. Составная часть мезорегиона Агломерация Белу-Оризонти. Входит в экономико-статистический микрорегион Итагуара. Население составляет 9368 человек на 2006 год. Занимает площадь 295,062 км². Плотность населения — 31,7 чел./км².

## История
Город основан 1 марта 1963 года. 

## Статистика
- Валовой внутренний продукт на 2003 год составляет 95 307 245,00 реалов (данные: Бразильский институт географии и статистики).
- Валовой внутренний продукт на душу населения на 2003 год составляет 10 615,64 реалов (данные: Бразильский институт географии и статистики).
- Индекс развития человеческого потенциала на 2000 год составляет 0,727 (данные: Программа развития ООН).